# Orvin Mountains
Orvin Mountains (norw. Orvinfjella)  – szereg pasm górskich między Wohlthat Mountains a Górami Mühliga-Hofmanna na Ziemi Królowej Maud w Antarktydzie Wschodniej.

## Nazwa
Nazwa gór upamiętnia Andersa K. Orvina (1889–1980), dyrektora Norweskiego Instytutu Polarnego . 

## Geografia
Orvin Mountains rozciągają przez ok. 100 km między Wohlthat Mountains a Górami Mühliga-Hofmanna na Ziemi Królowej Maud w Antarktydzie Wschodniej . 
Orvin Mountains obejmują następujące pasma górskie (ze wschodu na zachód): 
- Shcherbakov Range – na wschodnim krańcu[2]
- Conrad Mountains – między Gagarin Mountains a Mount Dallmann (2485 m n.p.m.[3] )[4]
- Gagarin Mountains – między Kurze Mountains a Conrad Mountains[5]
- Kurze Mountains – między Drygalski Mountains na zachodzie a Gagarin Mountains i Conrad Mountains na wschodzie[6]
- Drygalski Mountains – między Filchner Mountains i Kurze Mountains[7]
- Filchner Mountains – na zachodnim krańcu[8]

## Historia
Góry zostały odkryte przez niemiecką ekspedycję antarktyczną (niem. Deutsche Antarktische Expedition) prowadzoną przez Alfreda Ritschera (1879–1963) w latach 1938–1939 . Zostały wówczas po raz pierwszy sfotografowane z powietrza i pobieżnie zmapowane . W latach 1956–1960 zostały dokładnie zmapowane przez norweską ekspedycję antarktyczną (norw. Den norske antarktisekspedisjonen) .
W latach 1993–1994 norweski przedsiębiorca Ivar Tollefsen (ur. 1961) poprowadził w region Orvin Mountains, Wohlthat Mountains i Gór Mühliga-Hofmanna ekspedycję wspinaczkową, podczas której dokonano pierwszych wejść na kilka szczytów, m.in. Ulvetanna Peak (2931 m n.p.m.).